# Lina Čerjazova
Lina Anatol'evna Čerjazova (in russo Лина Анатольевна Черязова?; Tashkent, 1º novembre 1968 – Novosibirsk, 23 marzo 2019) è stata una sciatrice freestyle uzbeka.
Finora è l'unica atleta ad aver vinto una medaglia olimpica invernale in rappresentanza dell'Uzbekistan ai Giochi olimpici. I suoi successi le hanno fatto guadagnare il titolo di atleta onorata della Repubblica dell'Uzbekistan.

## Carriera
Čerjazova inizialmente si allenò nella ginnastica e nel trampolino, iniziando a sciare freestyle nel 1987. Debuttò alla Coppa del Mondo nel dicembre 1989. Vinse la medaglia di bronzo ai Campionati europei del 1990 e una medaglia d'oro ai Campionati mondiali del 1993.
In Coppa del Mondo divenne la vincitrice assoluta nelle stagioni 1992-1993 (vincendo sei gare su otto) e 1993-1994 (vincendo sei gare su undici).
Alle Olimpiadi invernali di Lillehammer 1994 vinse la medaglia d'oro con il punteggio di 166,84.
Nell'estate del 1994, Čerjazova si fratturò il cranio durante gli allenamenti, trascorrendo più di un mese in coma. Riprese a gareggiare nell'autunno del 1995, ma non riacquistò mai più la sua forma precedente. Si ritirò dopo un altro infortunio subito dopo le Olimpiadi di Nagano 1998.
Nel 1999 si trasferì a Novosibirsk, in Russia, dove visse con la figlia adottiva Alina. Morì all'età di 50 anni, dopo una lunga malattia.

## Palmarès

### Olimpiadi
- 1 medaglia:
  - 1 oro (Lillehammer 1994 nei salti)

### Mondiali
- 1 medaglia:
  - 1 oro (Altenmarkt 1993 nei salti)